# Казновський Антоній
о. Антін Казновський, або Антоній Казновський (28 липня 1878, Бучач — 13 лютого 1959, Маріуполь) — священник УГКЦ, громадський діяч, репресований.

## Життєпис
Народжений у Бучачі, центрі однойменного повіту коронного краю Королівство Галичини і Володимирії Австро-Угорської монархії (нині — місто Чортківського району Тернопільської области, Україна).
Закінчив теологію у Львівському університеті. У 1900 році висвячений на священника і призначений на сотрудника пароха в с. Озерянах Бучацького деканату (1900—1902). Потім коротко працював сотрудником у Дзвинячі Заліщицького деканату (1902—1903) та Сков'ятині Кудринецького деканату (1903—1905).
У 1905 році призначений адміністратором парафії в с. Глибочку Борщівського повіту, а через рік став парохом і виконував це служіння аж до початку Другої світової війни. У селі організував діяльність товариства «Сокіл», сприяв будівництву читальні товариства «Просвіта», будинок товариства «Рідна школа». Гостями о. Антонія були, зокрема, Іван Франко, Василь Щурат, Богдан та Левко Лепкі.
Під час визвольних змагань 1918—1919 років о. Антоній був капеланом УГА, служачи на кількох фронтах. За просвітницьку й патріотичну працю його постійно переслідували, тричі арештовували, тричі пережив підпал будинку, де мешкав.
За спротив гітлерівським окупантам засуджений на смерть. Врятуватися допомогли сини, а після цього переховувася поблизу Бучача. Перед приходом радянських військ 1944 року переїхав на Станиславівщину.
З 1949 року проживав у селі Дорі (нині в межах міста Яремче). Підпільно продовжував душпастирську діяльність, за що був арештований і засуджений.
Помер у в'язниці в м. Маріуполі (у радянській історіографії — Жданов Сталінської области), нині Донецької области.

### Сім'я
Дружина — Теодозія, з дому Глібовицька, старша дочка о. Омеляна Глібовицького, вуйка Богдана Лепкого.

## Беатифікаційний процес
Від 2001 року триває беатифікаційний процес прилучення отця Антонія Казновського до лику блаженних.